# Rob Ligtvoet (kunstenaar)
Robert Ligtvoet (Amsterdam, 17 november 1939 – 14 december 2017) was een Nederlands beeldend kunstenaar.
Hij was zoon van Mathilda Jacoba de Bock en Pieter Henrik Ligtvoet. Hijzelf was tussen 1967 en 1984 (echtscheiding) getrouwd met Marianne Margaretha Stemmer.
Hij kreeg zijn opleiding aan de Kunstnijverheidsschool Quellinus Amsterdam in Amsterdam, Hochschule für bildende Künste Hamburg in Hamburg en Academie 63 in Haarlem. Ligtvoet was voor de aanraakbare kunst en had als zodanig altijd wel een voorwerp bij zich omdat te (kunnen) illustreren.
Zijn nalatenschap in de openbare ruimte is klein:
- Het Maanhuis of Maanhuisje uit 1968 naar een basisidee van Aldo van Eyck in de vorm van een glijbaan in een open bol valt daar sinds de jaren tachtig niet meer onder; het verdween (net zoals de toestellen van Van Eyck) uit het Rembrandtpark;[2]
- Rotsvast, een bronzen beeld staat in het Flevopark; lang was onbekend dat hij de schepper was
- een verdwenen klimobject aan het Drie Burgpad.[3]
- Twee handen (Monument voor de onderduikers) staat in Andijk
- Den Helder had/heeft een beeld dat de stadsontwikkeling weergaf/weergeeft; de strijd tussen gebouwen en water.
- Wassenaar: Vinceremos (1992)

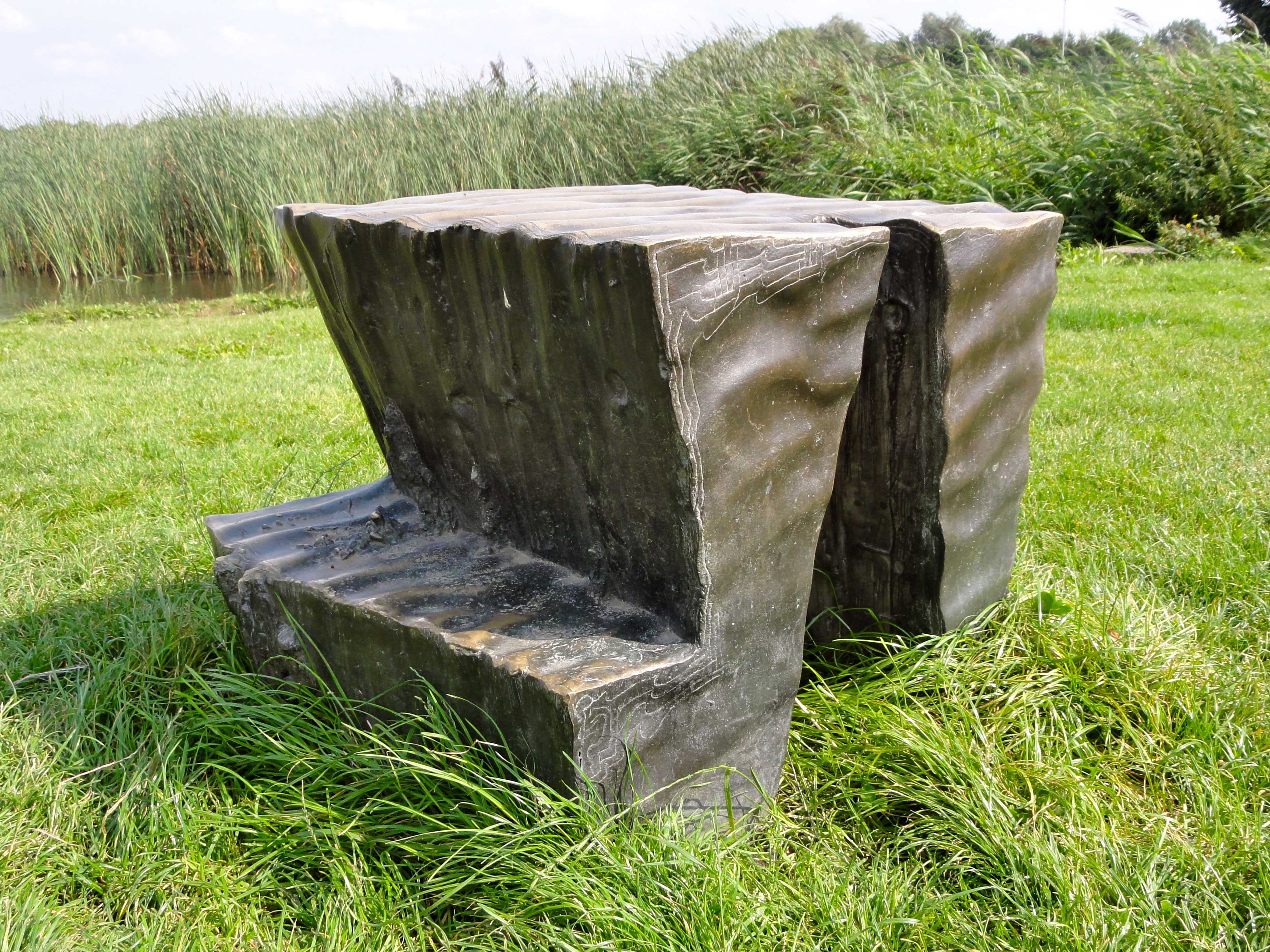
Rotsvast
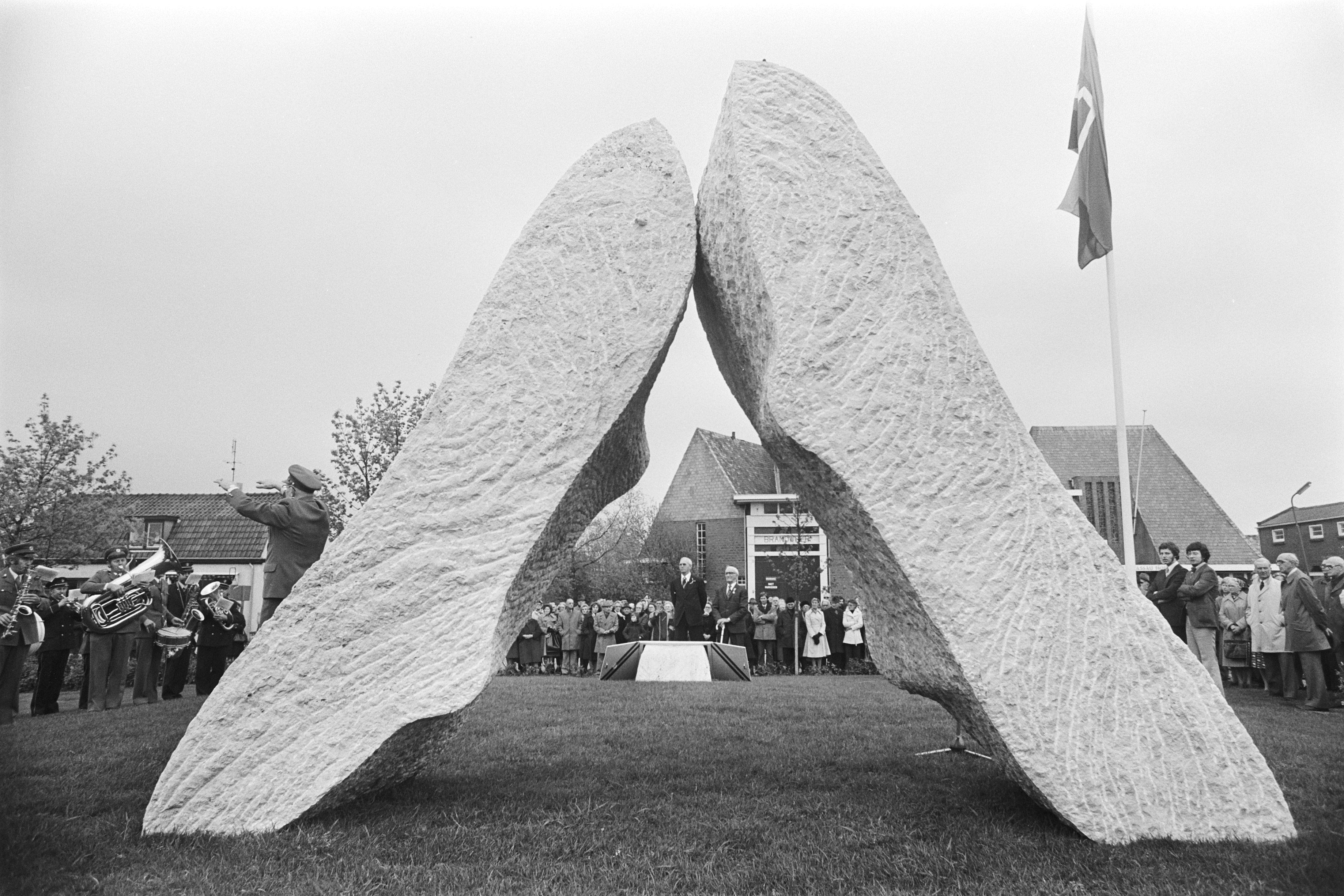
Twee Handen
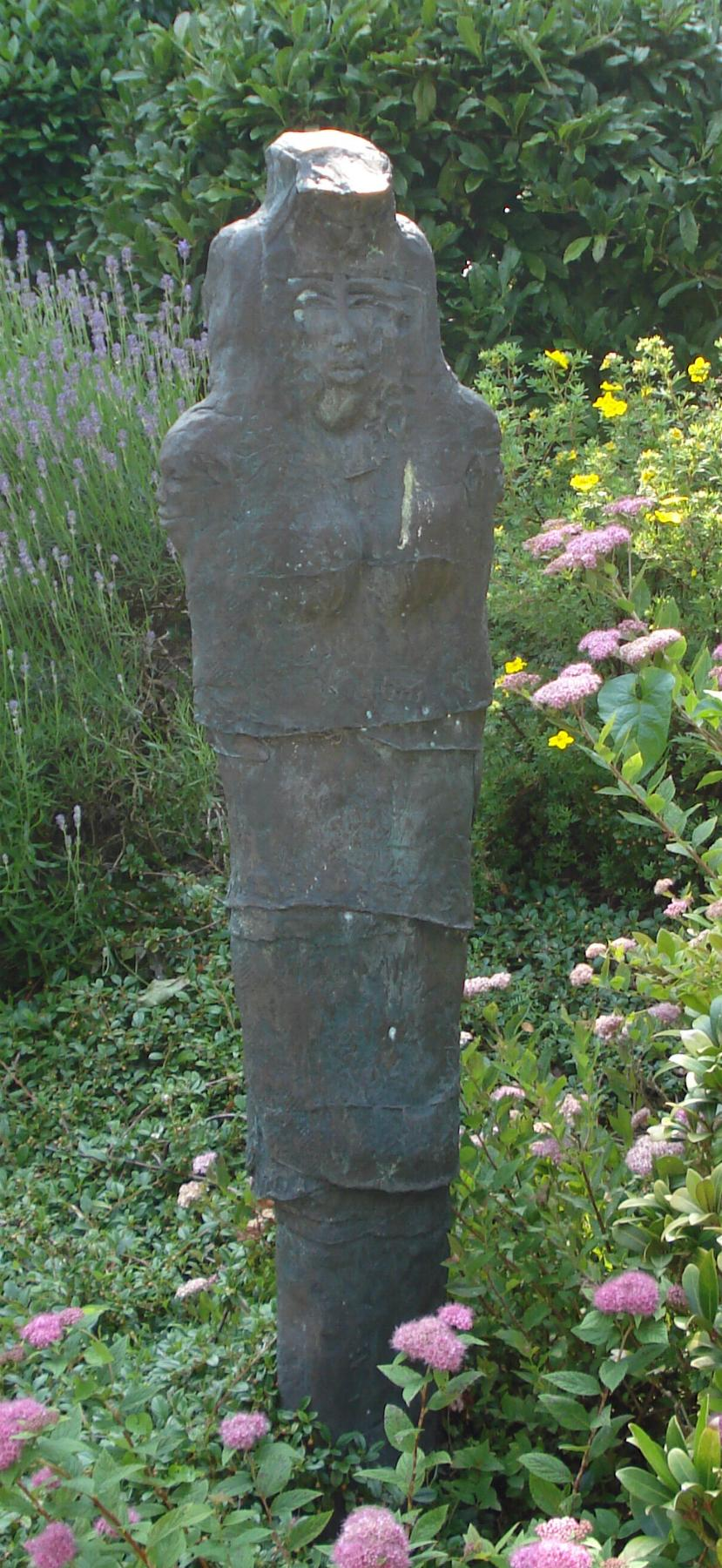
Vinceremos

- RKD-Nederlands Instituut voor Kunstgeschiedenis: 50045